# Jardín botánico de la Universidad de Caldas

El Jardín Botánico de la Universidad de Caldas es un jardín botánico y arboreto que está administrado por la Universidad de Caldas, en Manizales, Colombia. Su código de reconocimiento internacional como institución botánica así como las siglas de su herbario es MANI.

## Localización
Jardín Botánico Universidad de Caldas, Universidad de Caldas, Apto Aéreo 275, Manizales, Caldas, Colombia. 5°3′22.752″N 75°29′40.056″O / 5.05632000, -75.49446000

## Historia
Su inicio se sitúa en el año 1960, y desde entonces el Jardín Botánico está desarrollando propuestas de trabajo en las áreas de investigación y conservación, con base en las experiencias anteriores, con una profundización en el conocimiento existente, sobre la situación y el uso de los recursos vegetales en el Departamento de Caldas. 
En este sentido, se han definido tres puntos de acción donde enfocar las actividades del jardín botánico, así:  
- Etnobotánica, con un interés es reconocer e investigar las plantas que localmente se utilizan desde un punto de vista artesanal, medicinal y alimenticio, como elementos que ayudan en gran medida al desarrollo socioeconómico de las comunidades rurales.
- Plantas en vía de extinción, pues del total de las especies vegetales descritas en Colombia, alrededor del 5% se encuentran con algún grado de extinción. Indicándose que en Caldas unas 50 especies se encuentran incluidas en este grupo de riesgo.
- Estrategias de preservación y conocimiento de las áreas boscosas y selváticas. Con énfasis especial en la sostenibilidad de producción de agua y protección de los suelos.

## Colecciones
Entre sus colecciones se incluyen :
- Especies forestales nativas de la zona andina colombiana, donde se reúnen aquellos árboles nativos que acompañan la historia de Colombia, así los Pinos colombianos (Retrophylum rospigliossi) y Podocarpus ssp., cedro negro (Juglans olanchana), siete cueros  (Tibouchina lepidota (Bonpl.) Baill.), arrayán de Manizales (Lafoensia speciosa)  declarado por Acuerdo del Concejo Municipal de 1990 como el árbol emblema de Manizales, arrayana (Blepharocalyx salicifolius), amarraboyo (Amarraboyo splendida), yarumos (Cecropia peltata), el árbol nacional de Colombia la "palma de cera" (Ceroxylon Quindiuense), laurel negro (Cordia gerascanthus), laurel comino (Aniba perutilis), arboloco (Montanoa quadrangularis), chagualo (Clusia multiflora), sangre de drago (Croton funckeanus), olivo de cera (Morella spp.), encenillo (Weinmannia tomentosa)
- Plantas Medicinales,
- Plantas ornamentales
- Plantas de cultivos para cosechas y de interés económico
- Colección de hierbas

## Actividades
El jardín botánico dirige un programa de educación ambiental que está basado en tres subprogramas que contienen actividades específicas, así:
Subprograma de sensibilización
- Taller de valores
- Taller de sensibilización ambiental, giras de interpretación
- Señalética y senderismo.

Subprograma de conocimientos compartidos
- Giras especializadas en: biodiversidad, taxonomía vegetal, ecosistemas, ecología, botánica
- Experiencias vivenciales: conocimiento y manejo de plantas medicinales, tintes naturales, procesos de germinación, alimentación sana, agricultura orgánica, elaboración de jabones medicinales.

Subprograma de extensiones
- Paquetes empresariales
- El jardín va a tu casa
- Ecoferia y jornadas lúdico ecológicas especiales
- Videófonos y charlas dirigidas
- Jornadas de recreación ambiental.

## Publicaciones
- Guía de especies cultivadas en el jardín 2002
- Boletín Árboles de zona andina
- Cartilla infantil En busca del tesoro
- Portafolio de servicios
- Postales.
- Material vegetal